# تشرنویر
تشرنویر (به چکی: Černvír) یک منطقهٔ مسکونی در جمهوری چک است که در ناحیه برنو-تسوونتری واقع شده‌است. تشرنویر ۱٫۳۶ کیلومتر مربع مساحت و ۱۶۸ نفر جمعیت دارد و ۳۱۵ متر بالاتر از سطح دریا واقع شده‌است.